# Moses Chavula
Moses Chavula (Blantire, 8 de agosto de 1985) é um futebolista malauiano que atua como defensor.

## Carreira
Moses Chavula representou o elenco da Seleção Malauiana de Futebol no Campeonato Africano das Nações de 2010.